# Екшурское сельское поселение
Екшурское сельское поселение — муниципальное образование (сельское поселение) в Клепиковском районе Рязанской области.
Административный центр — село Екшур.

## История
Екшурское сельское поселение образовано в 2006 г.
Законом Рязанской области от 11 мая 2017 года № 28-ОЗ, были преобразованы, путём их объединения, Макеевское и Екшурское сельские поселения — в Екшурское сельское поселение с административным центром в селе Екшур.

## Население
| 2010  | 2012  | 2013  | 2014  | 2015  | 2016  | 2017  | 2018  | 2019  |
| ----- | ----- | ----- | ----- | ----- | ----- | ----- | ----- | ----- |
| 1947  | ↘1946 | ↘1920 | ↘1908 | ↘1861 | ↘1835 | ↘1831 | ↗3101 | ↘3024 |
| 2020  | 2021  |       |       |       |       |       |       |       |
| ↘3009 | ↘2616 |       |       |       |       |       |       |       |

## Состав сельского поселения
С 11 мая 2017 года в состав поселения входят 20 населённых пунктов:
| №  | Населённый пункт  | Тип населённого пункта       | Население |
| -- | ----------------- | ---------------------------- | --------- |
| 1  | Большое Дарьино   | деревня                      | 41        |
| 2  | Борисово          | деревня                      | 24        |
| 3  | Взвоз             | деревня                      | ↘7        |
| 4  | Егорово           | деревня                      | ↘279      |
| 5  | Екшур             | село, административный центр | ↗993      |
| 6  | Ершово            | село                         | ↘61       |
| 7  | Ершовские Выселки | деревня                      | 191       |
| 8  | Задне-Пилево      | село                         | ↘296      |
| 9  | Иншаково          | деревня                      | 64        |
| 10 | Летники           | посёлок станции              | 0         |
| 11 | Макарово          | деревня                      | 33        |
| 12 | Макеево           | деревня                      | ↘219      |
| 13 | Малое Дарьино     | деревня                      | 153       |
| 14 | Первушкино        | деревня                      | ↗408      |
| 15 | Печурино          | деревня                      | 5         |
| 16 | Подгорье          | деревня                      | 22        |
| 17 | Полушкино         | деревня                      | 61        |
| 18 | Сергеево          | деревня                      | 210       |
| 19 | Тамышево          | деревня                      | ↘226      |
| 20 | Ухино             | деревня                      | 18        |

## Местное самоуправление
Главы сельского поселения
- до 2023 года — Сергей Александрович Метёлкин
- с 2023 года — Татьяна Александровна Артамохина

Главы администрации
- Закалюкин Олег Викторович[15]